# アウトドア

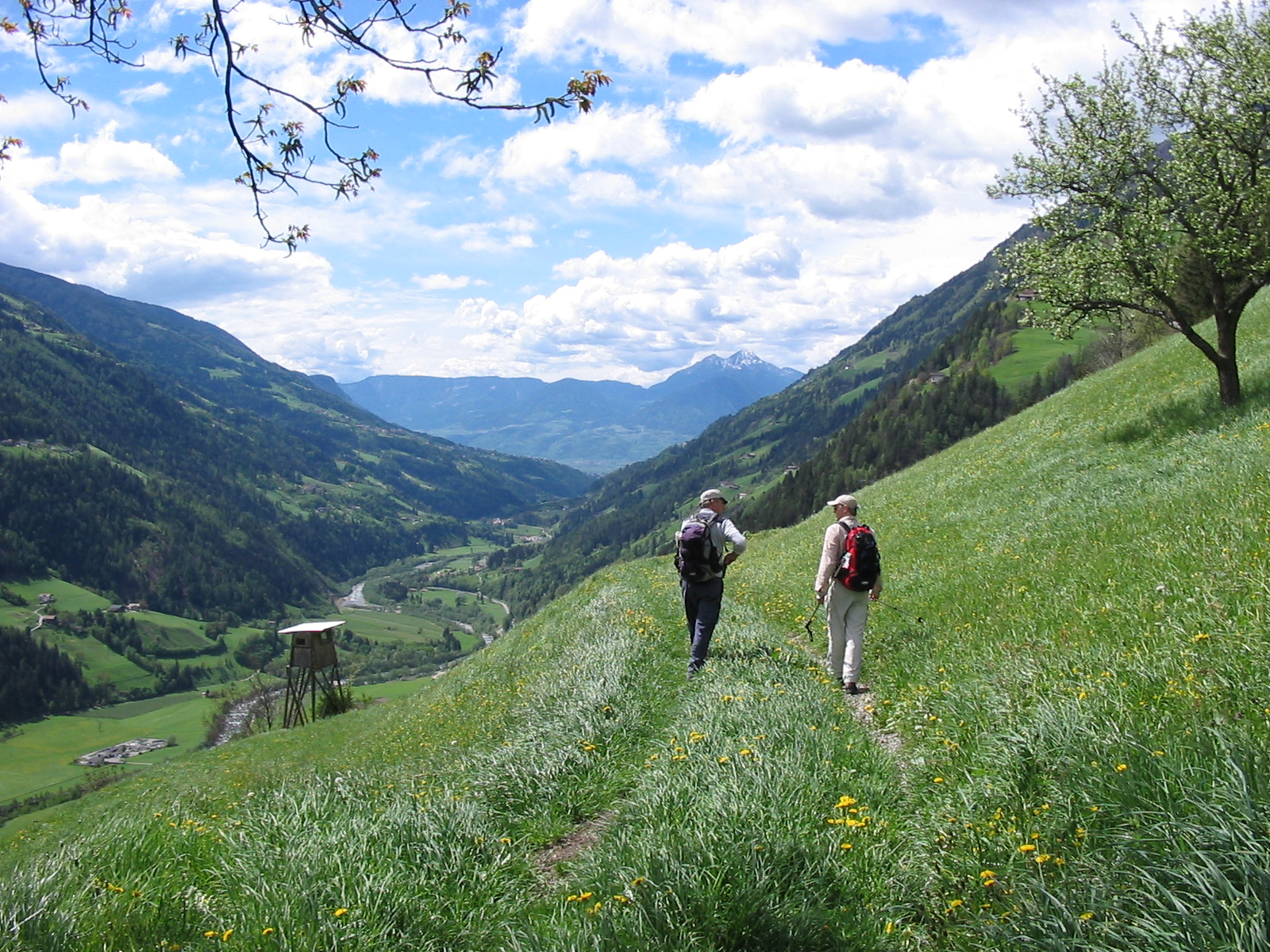
ハイキングやトレッキングを楽しむ人々

アウトドア・アクティビティ（英語: Outdoor activity）とは、屋外で行う活動の総称である。日本語では略してアウトドアと言うことが多い。野外活動（やがいかつどう）やアウトドア活動ともいう。
特にスポーツに分類される活動を行う場合は「アウトドア・スポーツ」とも呼ばれる。特に生活の活動（炊事・食事、睡眠等）を行う場合や、アウトドアで生きること、という意味を込めて「アウトドア・ライフ」などと呼ばれることもある。

## アウトドアの具体例
次のようなものがある。
- キャンピング（野外での生活）
- ハイキング（+ピクニック）、トレッキング、トレイルラン、スカイランニング、登山、沢登り、スキー、ケイビング、山菜採り
- 海水浴、カヤッキング、セイリング、チュービング、ラフティング
- パラグライディング
- 釣り（海釣りや川釣り）、狩り
- 野鳥観察（バードウォッチング）、植物観察などといった自然観察、森林浴。
- ホエールウォッチング、シップウォッチング
- さらに野外で行う天体観望も含まれることがある。

## 教育とアウトドア活動
欧米の学校では、学校教育の一環で、日帰りでハイキングやトレッキングを行ったり、宿泊して自然観察やトレッキングなどを行うなどの活動をさせることがある。
日本の初等・中等 教育現場では漢字表現で「野外活動」ともいわれ、こうした文脈では、野外体験活動、野外教育活動、野外学習活動、自然体験活動などの教育目的の活動がもっぱら想定されている。このため、本来はアウトドア・アクティビティと野外活動とは同義語であるにもかかわらず、日本では、特定の内容がイメージされることが多い。
なおボーイスカウトは、アウトドア・アクティビティを通じて心身ともに健全な青少年を育成することを目指している団体で、特にキャンピングやそれに関連した活動に力を入れており、各地域に支部が設置されていることも多いので、小・中学生になった子供を持ち、子供を大自然の中で鍛えたいと願っている親はボーイスカウトに参加させていることもある。
大学では、アウトドア活動を行っている部・クラブ・サークルが設置されていることが多い。ワンダーフォーゲル部がアウトドア活動をかなり広範に行っていることは多い。また「探検部」「冒険部」などと命名された部が、探検・冒険に焦点を当てつつも、広範な活動をしていることもある。また登山部では、一般に、特に登山や沢登り（や山スキーなど）に焦点をあてて活動を行っており、カヌー部はカヤッキングに、スキー部はスキーに焦点をあてている。

## ギャラリー

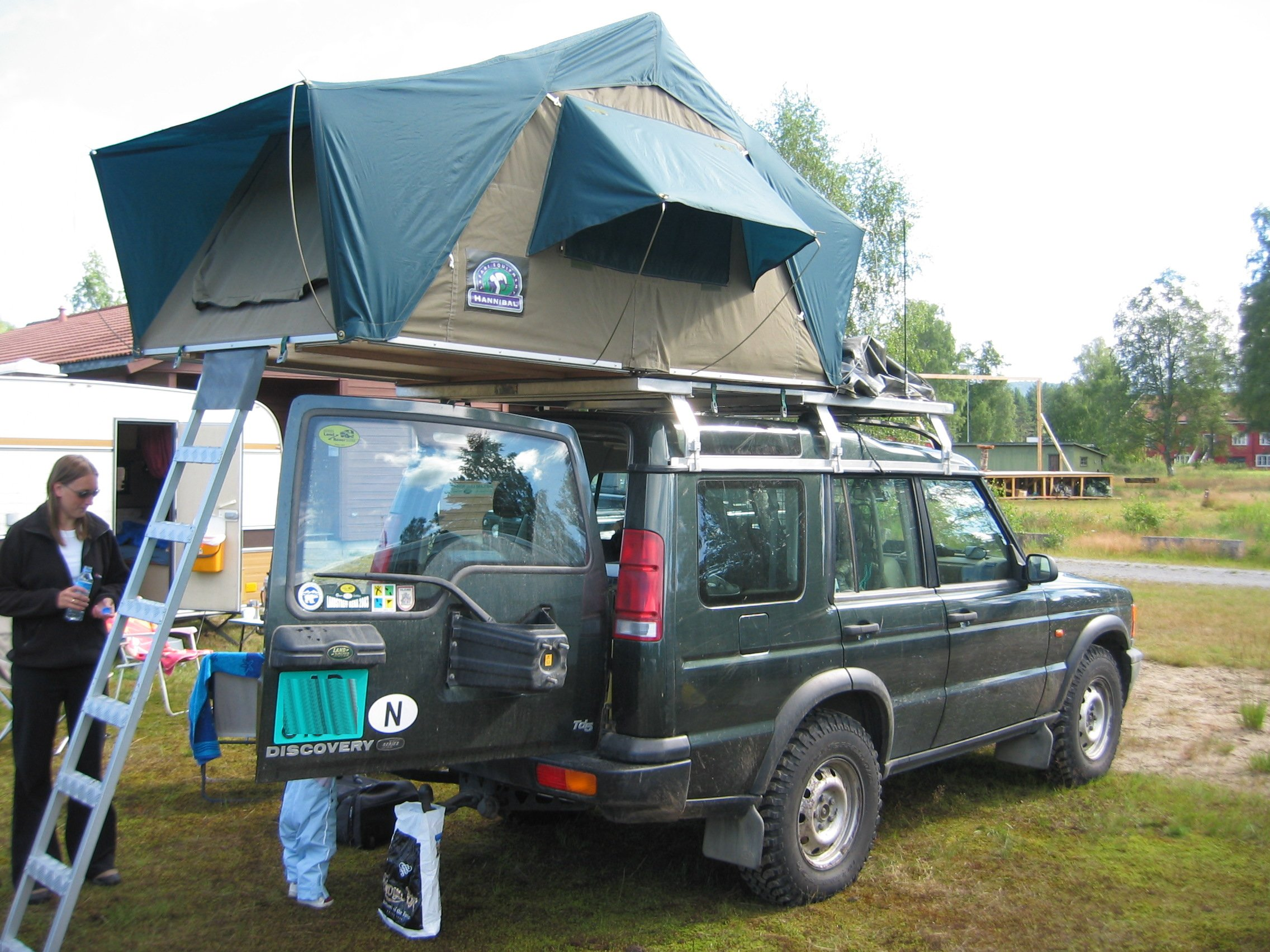
オートキャンプ
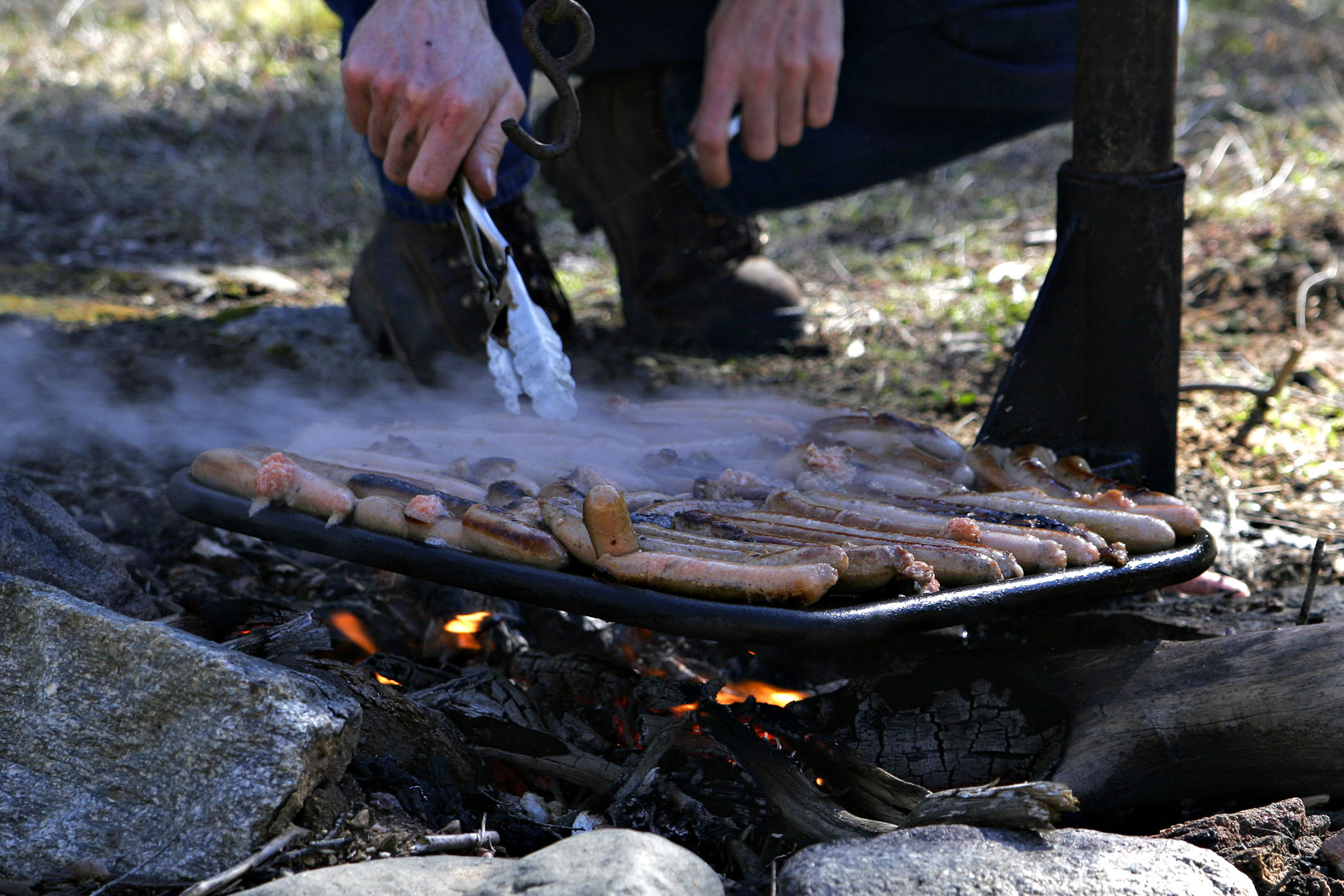
キャンプファイアで調理して食べようとしているオーストラリアの"snags"。
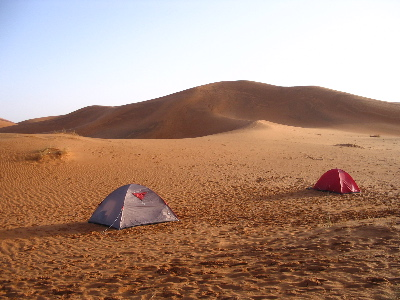
サハラ砂漠（アルジェリア内）でのキャンピング
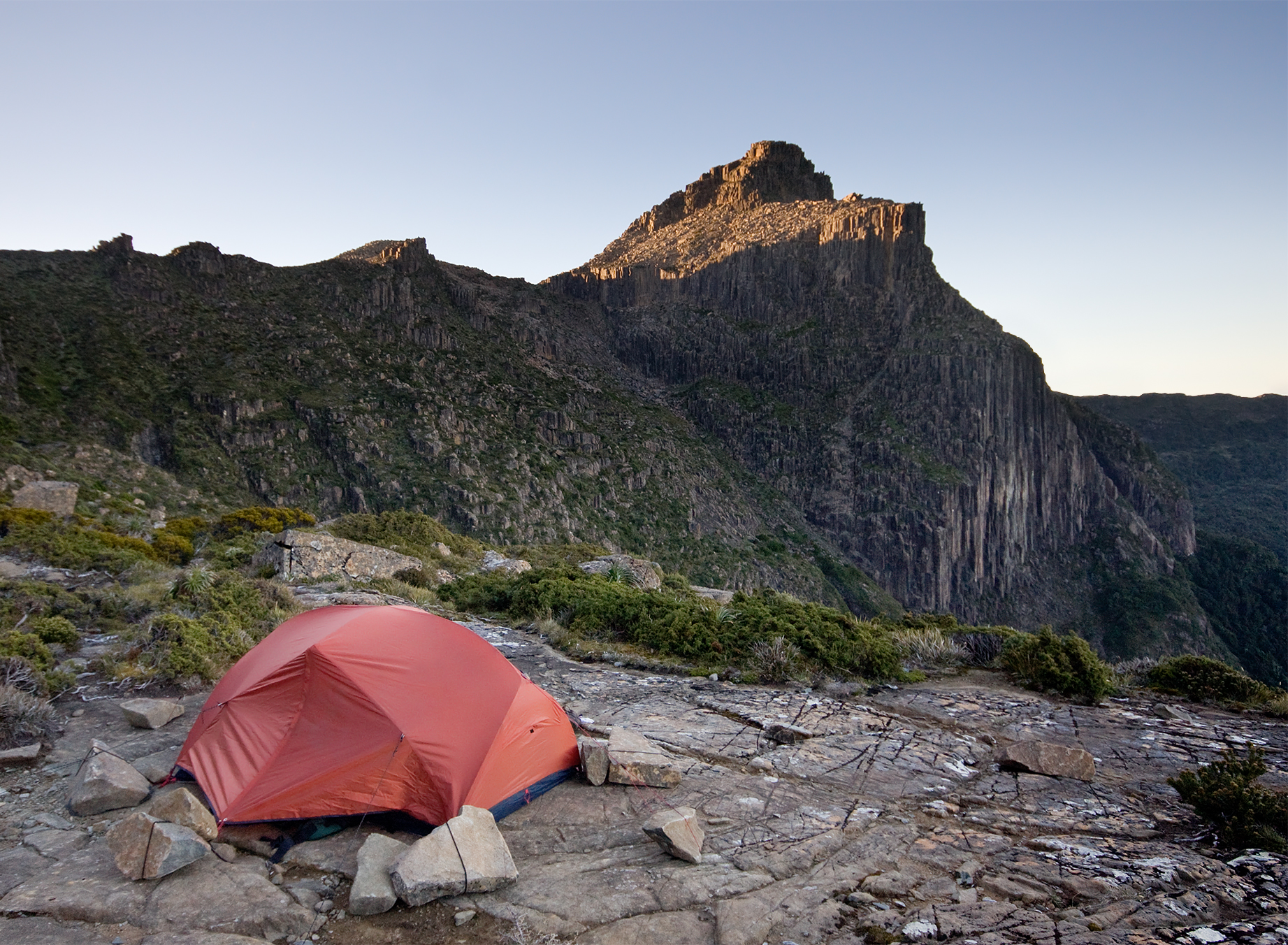
タスマニアの大自然のen:Mount Anne付近で軽量テントを張ってのキャンピング
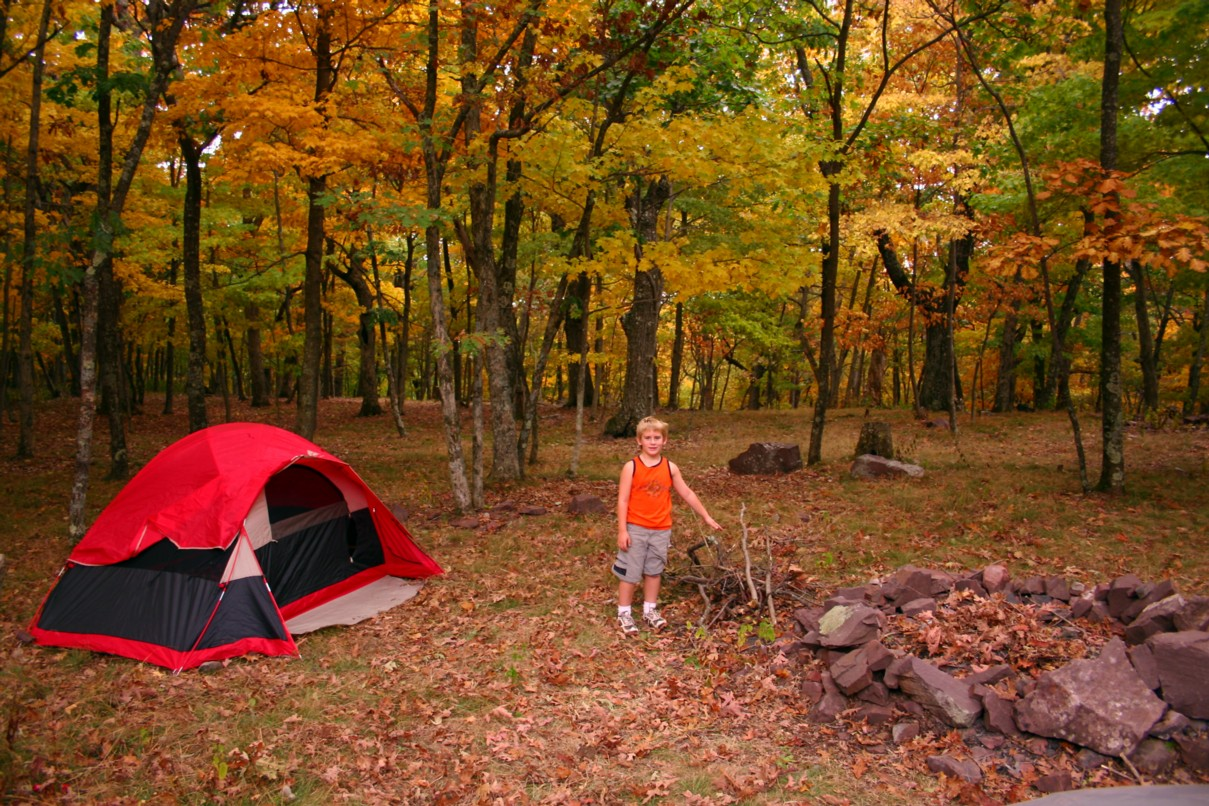
森でキャンピングをしている少年（ウェストバージニア、2007年）
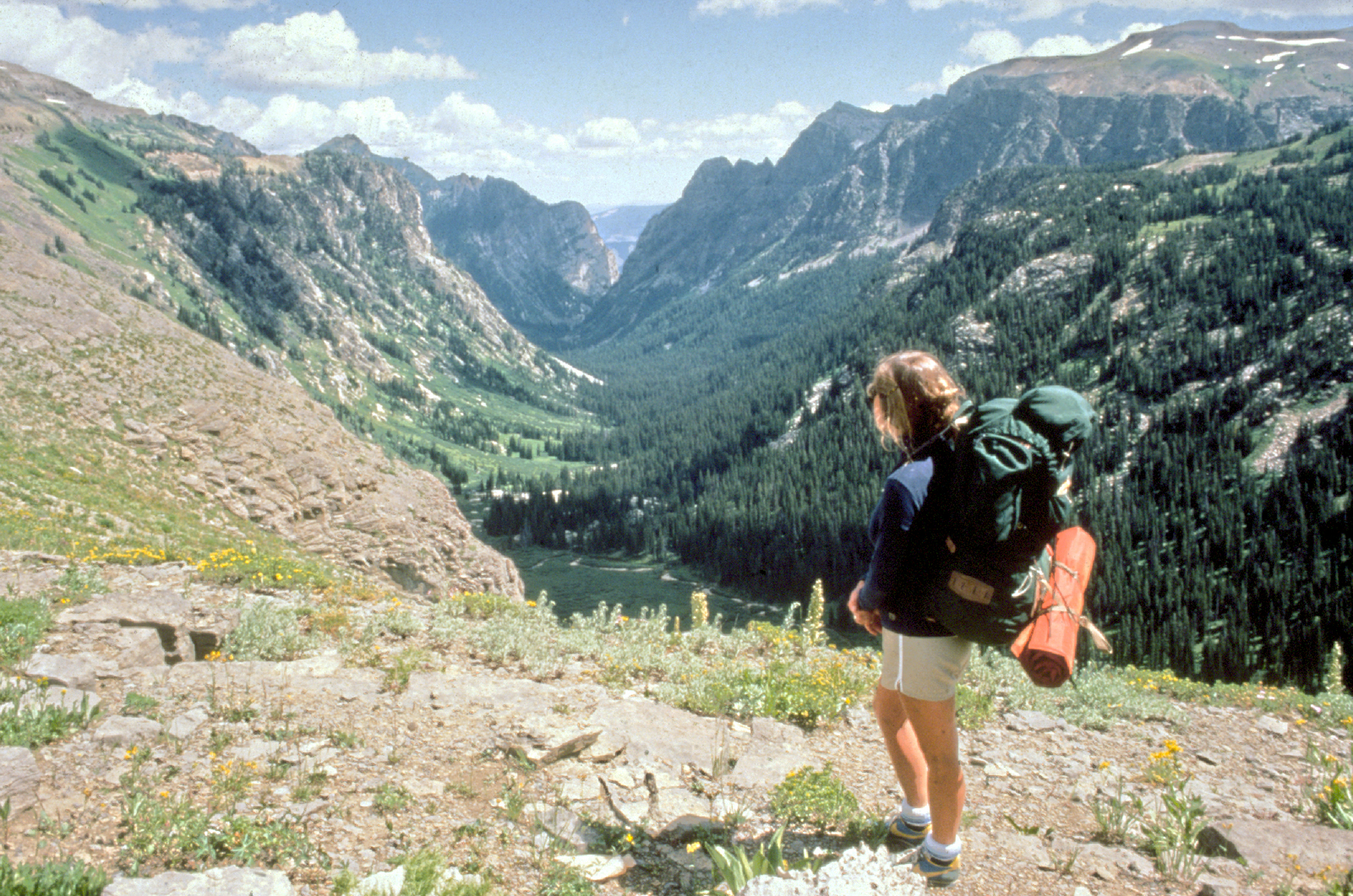
ワイオミング州 グランドティトン国立公園でのバックパッキング
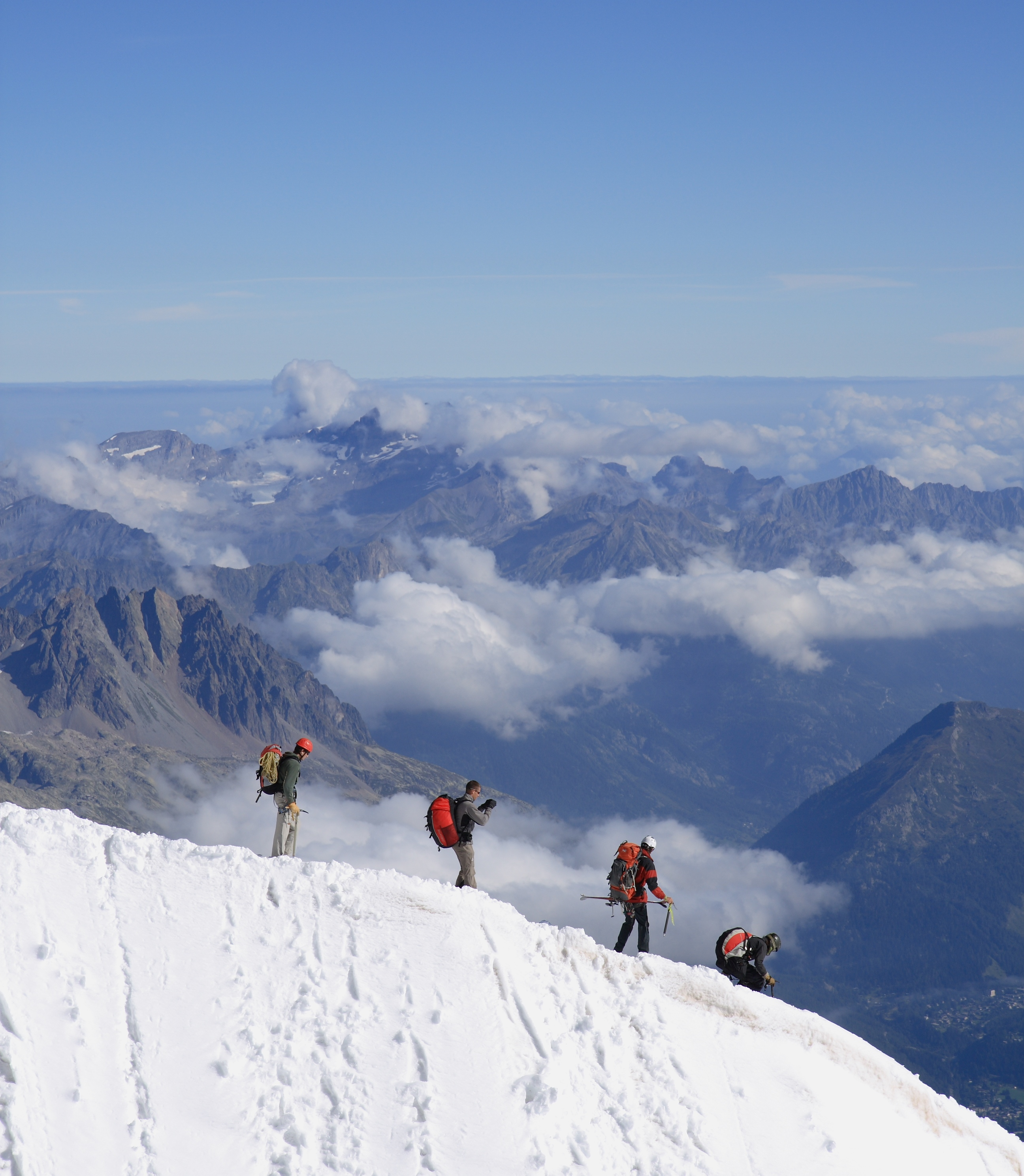
モンブランでの登山
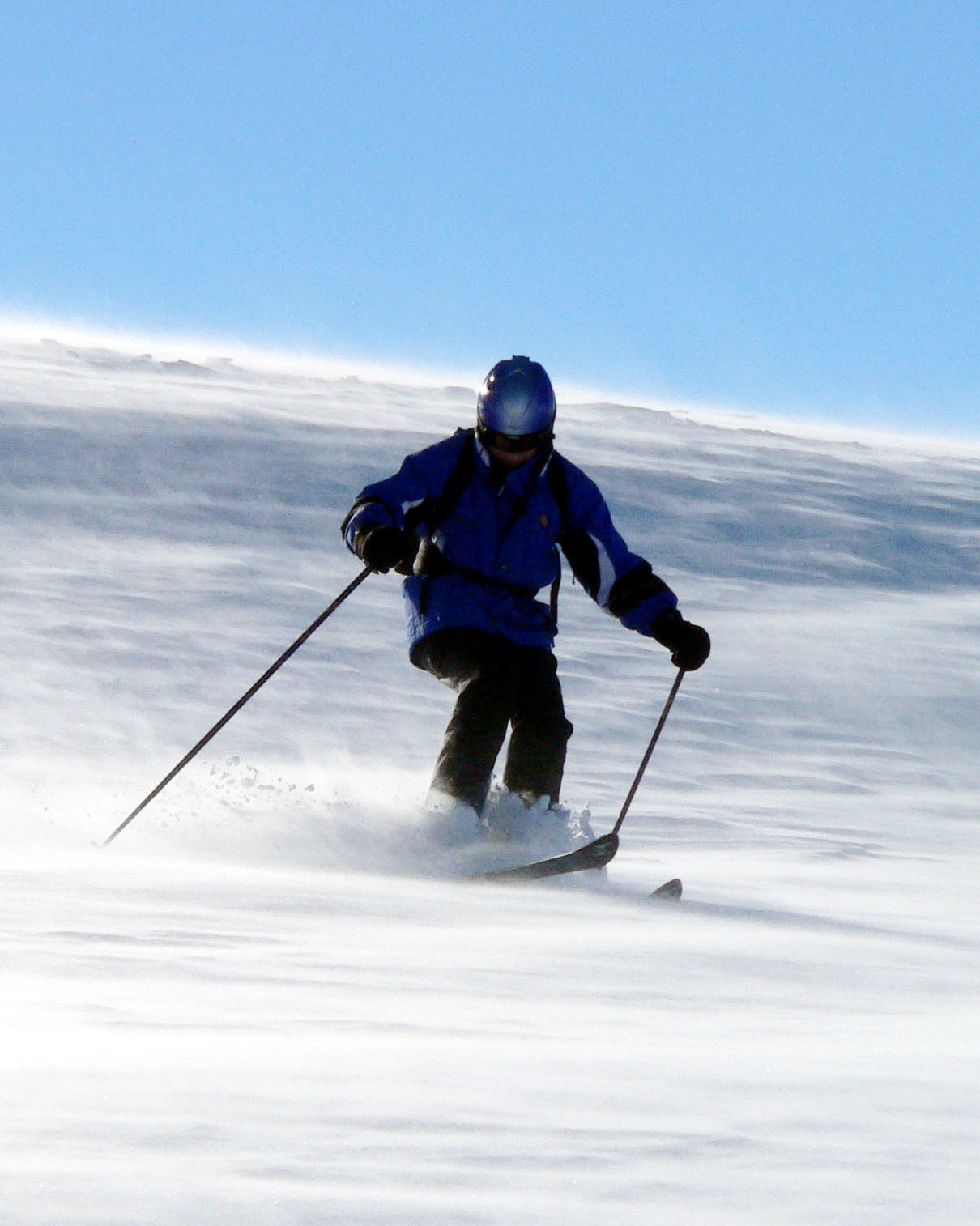
アルペンスキー
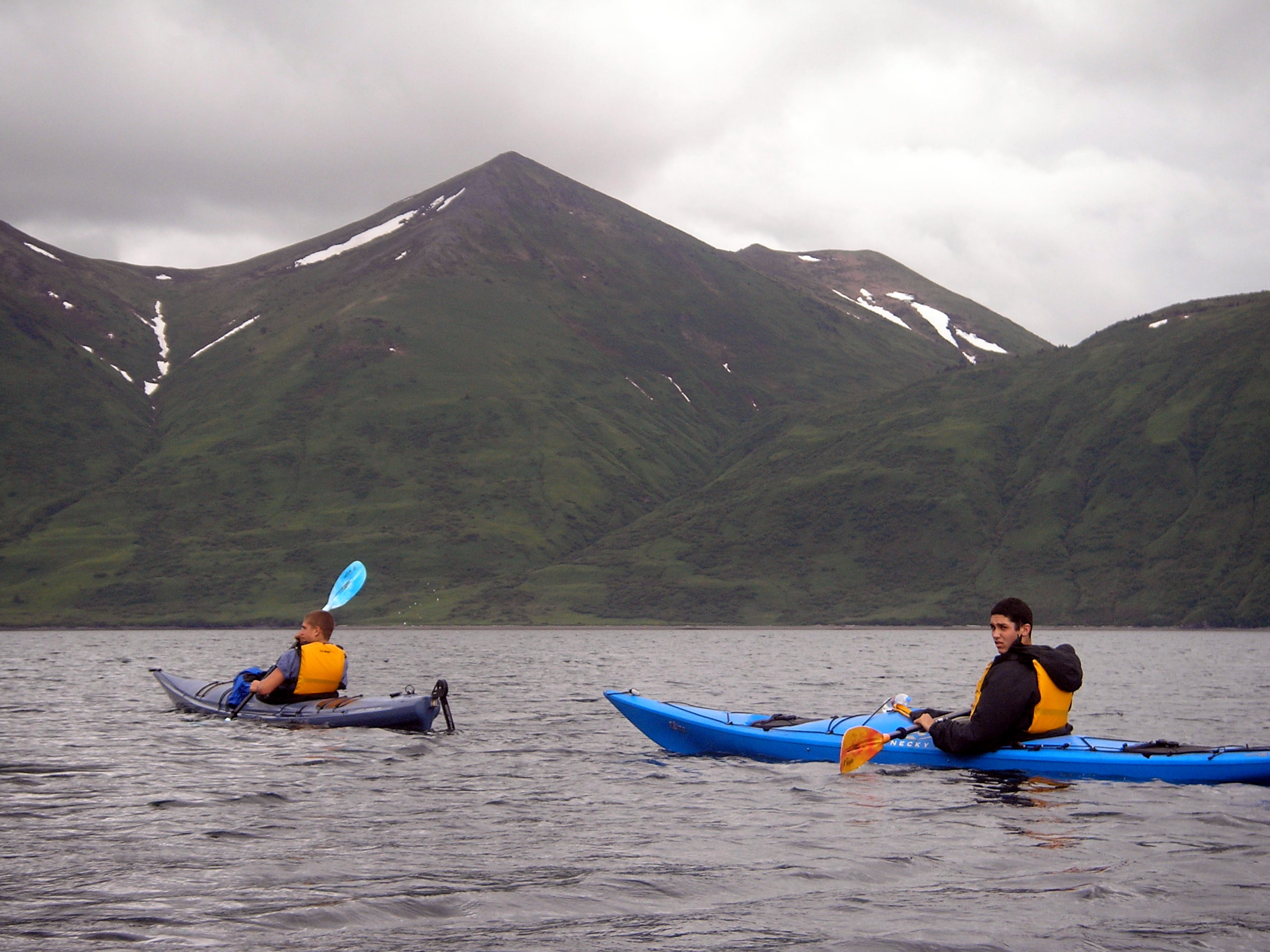
アラスカのRaspberry Islandでカヤックを楽しむ人々
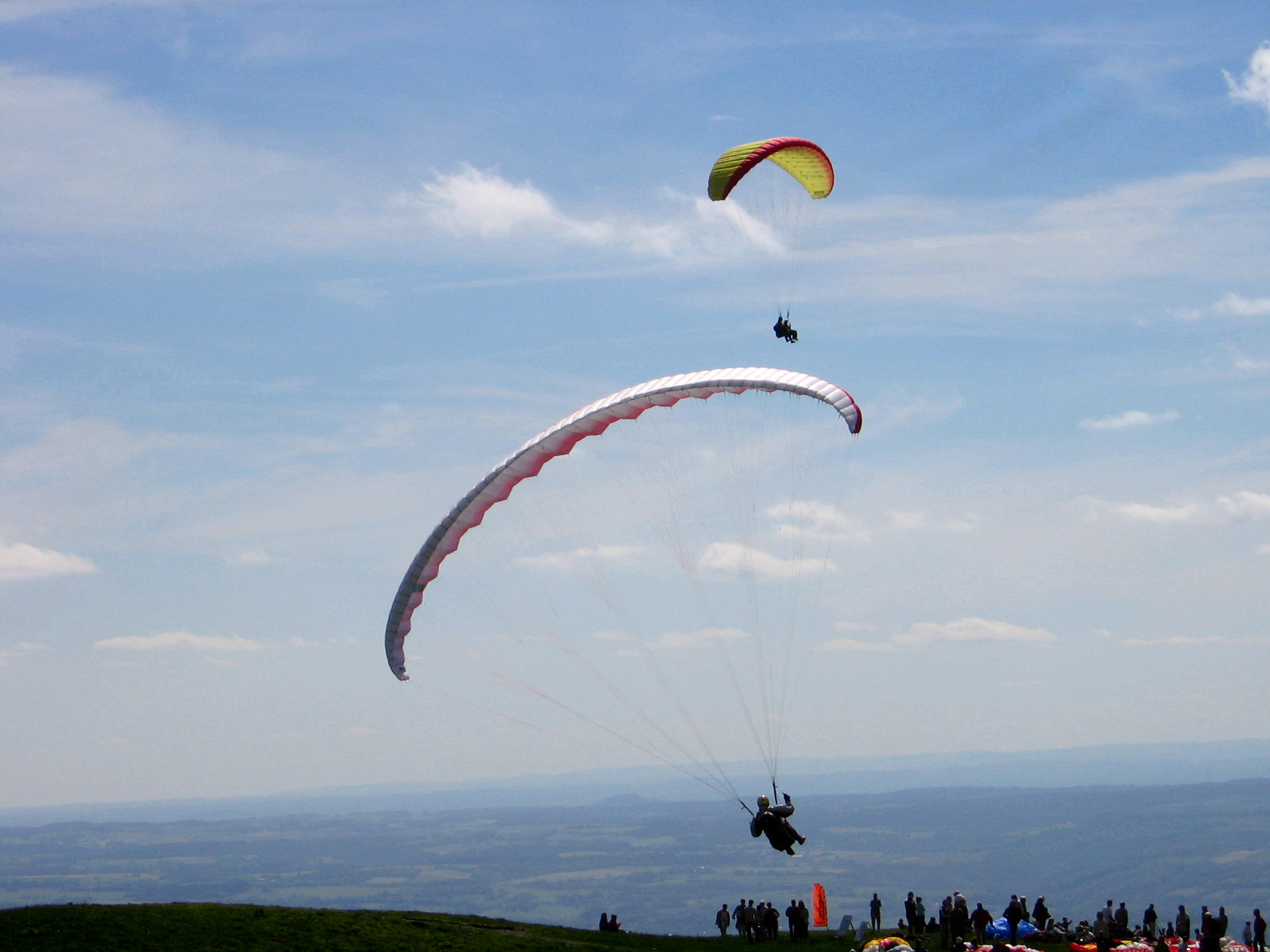
パラグライダー
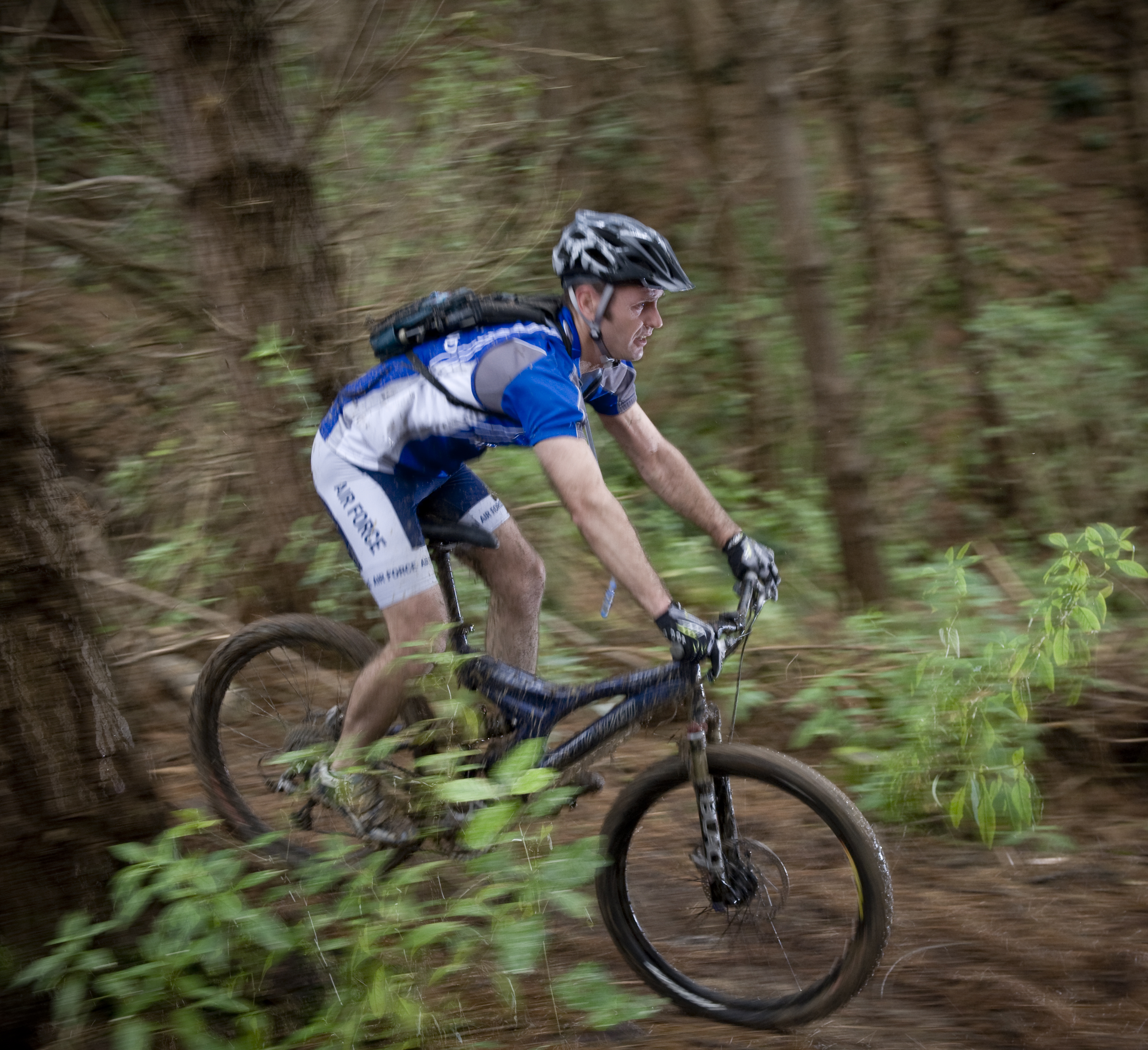
野山をMTBで駆ける